# 1833 na ciência

## Eventos
- Isolada a primeira enzima, a diastase : uma nova ciência, a bioquímica, começa a dar os primeiros passos.
- Eventos ocorrendo: Charles Darwin faz a circunavegação a bordo do HMS Beagle (1831-1836)

## Nascimentos
| Data           | Nome                     | Profissão                                         | Nacionalidade                         | Observações                                      | Ref         |
| -------------- | ------------------------ | ------------------------------------------------- | ------------------------------------- | ------------------------------------------------ | ----------- |
| 5 de maio      | Ferdinand von Richthofen | viajante, geógrafo e cientista                    | Reino da Prússia                      | m. 1905 Medalha Wollaston 1892 Medalha Vega 1903 | [ 1 ]       |
| 29 de junho    | Peter Waage              | químico                                           | Noruega                               | m. 1900                                          | [ 2 ]       |
| 27 de julho    | Thomas George Bonney     | geólogo                                           | Reino Unido da Grã-Bretanha e Irlanda | m. 1923 Medalha Wollaston 1889                   | [ 1 ]       |
| 21 de outubro  | Alfred Nobel             | inventor da dinamite e fundador dos Prémios Nobel | Suécia                                | m. 1896 Medalha John Fritz (1910)                | [ 3 ] [ 4 ] |
| 12 de novembro | Aleksandr Borodin        | compositor e químico                              | Império Russo                         | m. 1887                                          | [ 5 ]       |

## Mortes
| Data           | Nome                   | Profissão  | Nacionalidade         | Observações | Ref |
| -------------- | ---------------------- | ---------- | --------------------- | ----------- | --- |
| 10 de janeiro  | Adrien-Marie Legendre  | matemático | Reino da França       | n. 1752     |     |
| 6 de fevereiro | Pierre André Latreille | zoólogo    | Reino da França       | n. 1762     |     |
| 22 de abril    | Richard Trevithick     | inventor   | Reino da Grã-Bretanha | n. 1771     |     |